# Le Plessis-Brion
 Le Plessis-Brion  es una población y comuna francesa, en la región de Picardía, departamento de Oise, en el distrito de Compiègne y cantón de Ribécourt-Dreslincourt.

## Demografía
| 1264 | 1425 | 1422 | 1587 | 1482 | 1488 |
| Para los censos de 1962 a 1999 la población legal corresponde a la población sin duplicidades (Fuente: INSEE [Consultar]) |      |      |      |      |      |